# 車婉婉
車婉婉（英語：Stephanie Che Yuen Yuen，1973年12月28日—），原名車沅沅，香港女歌手、唱片騎師及演員，2012年加盟杜琪峯導演旗下之經理人公司，同時為銀河海潤演藝有限公司旗下藝人及無綫電視基本合約女藝員。

## 背景

### 早年生活
1973年，車婉婉在美國洛杉磯出生，成長於單親家庭，有二兄一弟。她在外婆位於九龍大角咀大同新邨的家長大，早年畢業於九龍真光中學（小學部，小一至小六）和香港聖保祿學校（中一至中五）。入讀後者時與黃德如及任葆琳為同屆同學，而且自中四開始已參加校內及校外的歌唱比賽，又活躍於籃網球、跳舞、戲劇、聖詩班等校園活動兼代表學校參加過中文文章創作比賽。車婉婉小學六年級期間被母親安排入讀俄亥俄州學校的暑期夏令營課程，在香港中學會考中取得C級成績，卻不擅長地理科及中國歷史科。童年階段通過母親關係認識蔡國慶、蔡立兒父女，再透過蔡立兒認識肥媽；自此車與其餘胞兄弟一起跟肥媽在尖沙咀「Manhattan Transfer」唱歌。
中五畢業後，車婉婉轉到九龍塘美國國際學校修讀一年中六年級，便以不錯的附加數學成績到美國升學，之後入讀美國洛杉磯佩珀代因大學，主修工商管理。1991年，即就讀大學一年級時，車婉婉有意報讀第五期無綫電視藝員訓練班，但因要於英國練習唱歌而放棄報讀訓練班。1992年暑假時回港參加無綫電視及華星唱片合辦的第十一屆新秀歌唱大賽，憑著《我不得不放棄》一曲獲得冠軍，即至尊金獎而入行，獲得簽約華星唱片的機會。比賽後，華星唱片立即安排車婉婉灌錄由著名音樂人倫永亮創作、第一首歌曲《請抽空探訪》，後來這首歌易名為《夢蕾》，收錄於翌年推出的首張個人專輯《始終想你》內。其歌唱老師為中學年代母親找來的曾路得。

### 個人發展

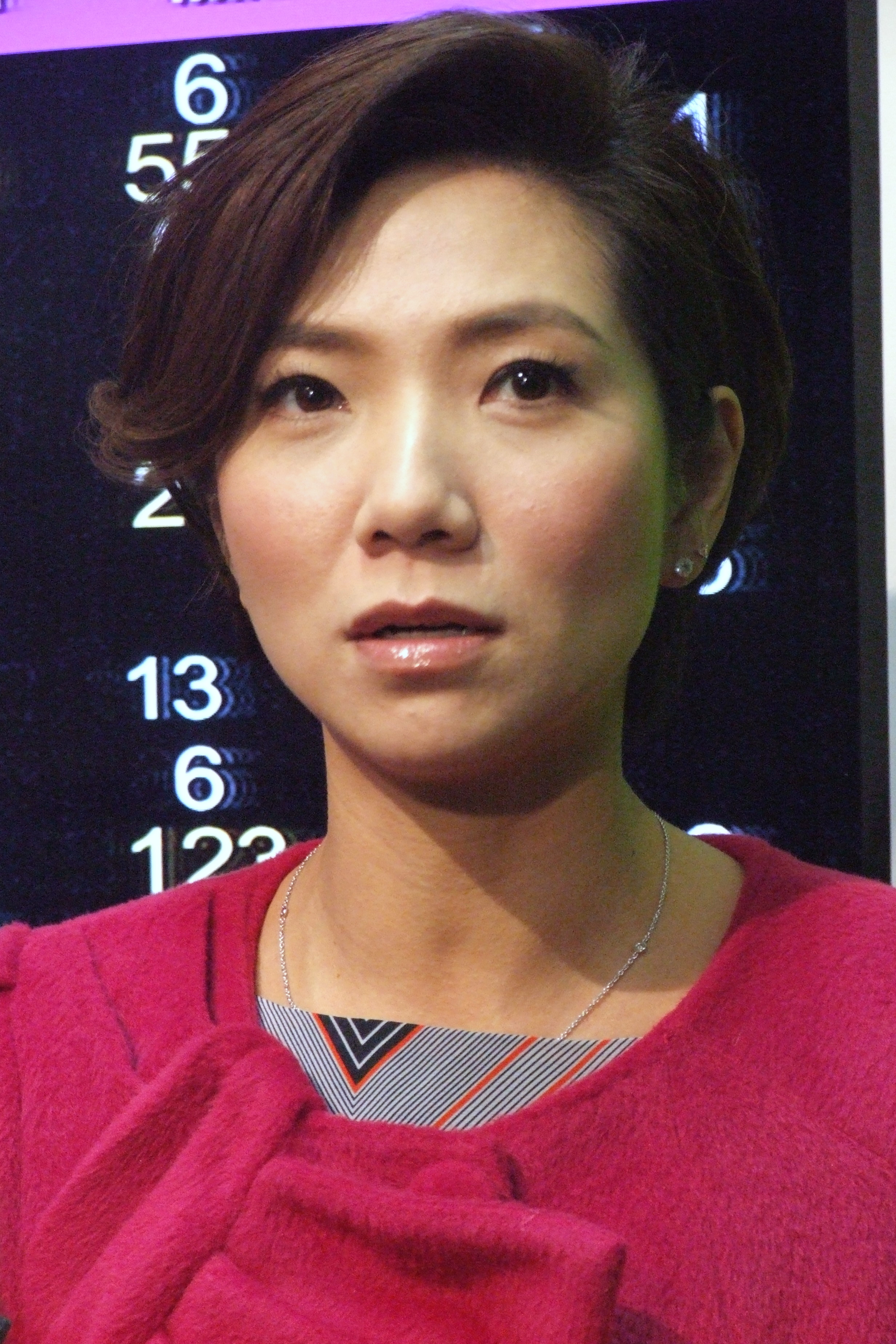
車婉婉於沙田馬場元旦賽馬日，2013年

1993年8月，華星唱片為車婉婉推出首張個人專輯《始終想你》，惜反應平平，未能為她在同年底獲得新人獎項，同年她被無綫電視指派當《SUNDAY新地帶》及上海東亞運的主持，翌年她首度參與電視劇，在電視劇《烈火狂奔》中演出。由於首張唱片反應未如理想，華星此後未再為她製作唱片，令她覺得沒有發展前景而一度回到美國完成大學課程。她於1995年約滿華星唱片及無綫電視後離開。1997年至1999年期間，車婉婉從美國回港再度投入樂壇，包括推出專輯《全心投入》及《Individual》。1998年獲導演陳嘉上邀請參演首部電影《野獸刑警》，飾演著名演員黃秋生之情婦兼憑此電影獲提名競逐「最佳女配角」。收到提名消息時，車正在冰島拍攝當地電影《Maður eins og ég》（A Man Like Me）。
及後在2000年，屬正東唱片的許志安計劃與車婉婉製作一首合唱歌，以推動車的歌唱事業。於是她主動聯絡陳輝陽為《會過去的》作曲；該曲未幾成為車婉婉的首本名曲，推出初期沒有登上很多歌曲排名榜，後受電台唱片騎師熱播，令歌曲變得街知巷聞。不但成為卡拉OK場地受歡迎的合唱歌曲，她更憑此曲首次獲得多個樂壇獎項，如2001年叱咤樂壇流行榜頒獎典禮「專業推介．叱咤十大」。同年推出個人專輯《Love & Hate》。2001年留意到盜版問題影響樂壇，所以將工作重心放在演戲方面，且重返無綫演出長篇古裝處境喜劇《皆大歡喜》，劇中飾演「萬貴妃」一角，往後知名度提高。2003年演出時裝版《皆大歡喜》，2007年約滿無綫後再度離開。2013年，車推出了兩首單曲，當中包括一首由林夕填詞，慶祝她與丈夫結婚的作品《一加一》。2016年基於自覺演技不夠好，需要多一些磨練，因此再度重返無綫電視至今，與羅嘉良合作拍攝新劇《與諜同謀》。現時仍活躍於參演電視剷集。另外，她創立過星座品牌「Cherish」和投資近百萬元推出十二星座香水，放在銅鑼灣專櫃限量發售。母親車綺芬逝世後，車繼承了其創辦的「車氏粵菜軒」餐飲生意，至2019年結束經營。韓國藝人李炳憲曾在2000年代中光顧該餐廳。
2020年，車婉婉與洪天明參演的香港演藝學院「電影製作藝術碩士課程」論文項目電影《人間煙火》入圍香港浸會大學舉辦的《世界學生影展》，結果有關電影獲得「全球大學電影獎最佳選擇獎」。同年，她開始經營健康用品網店「Wellness Me」。

## 個人生活
2013年12月，車婉婉與拍拖三年的澳洲籍男友、游泳教練Jonathon在泰國結婚。2017年3月28日，車婉婉以43歲高齡順產誕下一子，兒子重8磅9安士，取名Justus，並冀望其兒子能拜圈中的成龍或曾志偉為師。曾推出過星座書籍及主持星座電視節目的她本來沒有宗教信仰，其後改變決定，成為基督徒。2018年10月30日，她在「溫文五牧演唱會2018 We Are With You 2018」演唱會上，分享自己的戒煙及改信基督教的經歷，並獨唱好友鄭秀文歌曲《上帝早已預備》。
此外，車婉婉的母親為1960年代粵語片演員車綺芬，車母於2002年曾因盜竊及洗黑錢被判監7年，後因身體狀況欠佳而獲假釋，於2007年10月因肝病離世。車母的前夫是藝人張英才，他們在1964年結婚，育有一子一女，但在1969年離婚，所以有傳車是張的女兒，但兩人一直未有承認或否認父女關係。直至2025年3月11日，車婉婉接受《明報周刊》專訪時正式否認自己是張英才的女兒，並已於約十年前與美國籍親生父親相認。

## 軼聞
車婉婉曾于2018年的一個访问中透露，在1998年农历新年到米兰旅游期间遇到同样来自香港的造型师Titi Kwan。受对方邀请拍了造型照寄向Hermès，最后更獲當時在Hermès擔任創意總監的Martin Margiela赏识，为时装品牌Hermès担任1998年时装展的其中一名模特儿。同場的亦有同樣來自香港，被獲邀成為模特兒的張曼玉。

## 音樂作品

### 個人唱片
| 專輯 # | 專輯名稱    | 專輯類型 | 發行公司        | 發行日期       | 曲目 |
| ------ | ----------- | -------- | --------------- | -------------- | --- |
| 1st    | 始終想你    | 大碟     | 華星唱片        | 1993年9月      | 曲目 1. 始終想你 2. 擁抱我吧 3. 我的心裡是你（梁漢文合唱） 4. 今年生日 5. 昨日的歌 6. 夢蕾 7. 愛幻變像煙 8. 一憶一千天 9. Stop 10. 飄夢   |
| 2nd    | 全心投入    | EP       | 藝能動音        | 1997年         | 曲目 1. 其實你可以 2. 紅燈 3. 十分傻 4. 半分鐘前 5. 全心投入                                                                              |
| 3rd    | Individual  | EP       | 環球唱片 (香港) | 1999年9月      | 曲目 1. 單眼皮 2. 我是我 3. 出賣 4. 三角誌 5. 陪我談戀愛                                                                                  |
| 4th    | Love & Hate | 大碟     | 環球唱片 (香港) | 2000年8月      | 曲目 1. 恨太空 2. 會過去的（許志安合唱） 3. 愈笑愈勇 4. 奇蹟 5. 愛比星更多 6. 別說愛到天荒 7. 冬天不下雨 8. 他懂得自私 9. 拒絕你 拒絕愛情 |
| 5th    | Simply      | EP       | 東方魅力        | 2001年7月      | 曲目 1. 彩色世界 2. 多得自己 3. 不必剎掣 4. 感激是... 5. 欠你一吻                                                                         |
| 6th    | 我未夠秤    | 單曲     | 寰宇電影        | 2002年10月29日 | 曲目 1. Data Format（Not Playable） 2. 我未夠秤（Music Video） 3. 我未夠秤（鄭伊健獨白）                                                  |

### 未收錄於個人唱片歌曲
- 1992年：羣星會（無綫電視電影《羣星會》主題曲）
- 1993年：欲言又止（梁漢文合唱）、欲言又止（國語版，梁漢文合唱）、每點愛都記住
- 1996年：最好不過
- 1997年：怎麼捨得你（劇場版；張學友主唱、參與獨白部份）、其實你可以（Remix）
- 1998年：我怕愛戀、愛是一個難題、Together Again
- 2002年：情的代價（無綫電視劇《無頭東宮》主題曲）
- 2006年：再見亦是戀人（孫耀威合唱）
- 2007年：綠色聖誕加個橙（楊千嬅、鄭伊健、林曉峰合唱）
- 2011年：阿媽好似噴火龍（林曉峰合唱）
- 2012年：夢死醉生
- 2013年：談笑風生
- 2014年：一加一
- 2023年：遲來的加冕

## 派台歌曲成績
| 派台歌曲成績（四台） | 派台歌曲成績（四台） | 派台歌曲成績（四台） | 派台歌曲成績（四台） | 派台歌曲成績（四台） | 派台歌曲成績（四台） | 派台歌曲成績（四台）                                                    | 派台歌曲成績（四台）                                                    |      |
| -------------------- | -------------------- | -------------------- | -------------------- | -------------------- | -------------------- | ----------------------------------------------------------------------- | ----------------------------------------------------------------------- | ---- |
| 唱片                 | 歌曲                 | 903                  | RTHK                 | 997                  | TVB                  | 備註                                                                    | 備註                                                                    |      |
| 1993年               |                      |                      |                      |                      |                      |                                                                         |                                                                         |      |
| 始終想你             | 始終想你             | -                    | /                    |                      | /                    |                                                                         |                                                                         |      |
| 始終想你             | 夢蕾                 | -                    | /                    |                      | 6                    | 原歌名為《請抽空探訪》                                                  | 原歌名為《請抽空探訪》                                                  |      |
| 火熱動感93勁秋版     | 愛情傻戀La La La     | 4                    | /                    |                      | 1                    | 與鄭秀文、許志安、梁漢文、李美林、陳浩民、張崇基、張崇德合唱 首支冠軍歌 | 與鄭秀文、許志安、梁漢文、李美林、陳浩民、張崇基、張崇德合唱 首支冠軍歌 |      |
| 火熱動感93勁秋版     | 欲言又止             | -                    | /                    |                      | /                    | 與梁漢文合唱                                                            | 與梁漢文合唱                                                            |      |
| 1996年               |                      |                      |                      |                      |                      |                                                                         |                                                                         |      |
|                      | 最好不過             | /                    | /                    | /                    | -                    |                                                                         |                                                                         |      |
| 1997年               |                      |                      |                      |                      |                      |                                                                         |                                                                         |      |
| 全心投入             | 其實你可以           | /                    | /                    | /                    | /                    | 另派Remix版                                                             | 另派Remix版                                                             |      |
| 全心投入             | 十分傻               | /                    | /                    | /                    | /                    |                                                                         |                                                                         |      |
| 全心投入             | 紅燈                 | /                    | /                    | /                    | /                    |                                                                         |                                                                         |      |
| 1999年               |                      |                      |                      |                      |                      |                                                                         |                                                                         |      |
| Individual           | 我是我               | 10                   | 5                    | 4                    | 6                    |                                                                         |                                                                         |      |
| Individual           | 單眼皮               | 7                    | 3                    | /                    | /                    |                                                                         |                                                                         |      |
| Individual           | 陪我談戀愛           | 16                   | -                    | -                    | -                    |                                                                         |                                                                         |      |
| 2000年               |                      |                      |                      |                      |                      |                                                                         |                                                                         |      |
| Love & Hate          | 恨太空               | 4                    | 2                    | 5                    | 3                    |                                                                         |                                                                         |      |
| Love & Hate          | 會過去的             | 1                    | 3                    | 2                    | 3                    | 與許志安合唱                                                            | 與許志安合唱                                                            |      |
| Love & Hate          | 愈笑愈勇             | 17                   | -                    | -                    | -                    |                                                                         |                                                                         |      |
| 2001年               |                      |                      |                      |                      |                      |                                                                         |                                                                         |      |
| Simply               | 彩色世界             | 2                    | 1                    | 5                    | 1                    |                                                                         |                                                                         |      |
| Simply               | 不必剎掣             | 1                    | 3                    | 19                   | 3                    |                                                                         |                                                                         |      |
| Simply               | 感激是...            | 12                   | -                    | 5                    | -                    |                                                                         |                                                                         |      |
| 2006年               |                      |                      |                      |                      |                      |                                                                         |                                                                         |      |
| Perfect Match        | 再見亦是戀人         | 2                    | 6                    | 4                    | -                    | 與孫耀威合唱                                                            | 與孫耀威合唱                                                            |      |
| 2013年               |                      |                      |                      |                      |                      |                                                                         |                                                                         |      |
| 獨家試唱             | 談笑風生             | 19                   | -                    | -                    | -                    |                                                                         |                                                                         |      |
| 2014年               |                      |                      |                      |                      |                      |                                                                         |                                                                         |      |
| 獨家試唱 2           | 一加一               | 3                    | -                    | -                    | -                    |                                                                         |                                                                         |      |
| 派台歌曲成績（五台） |                      |                      |                      |                      |                      |                                                                         |                                                                         |      |
| 唱片                 | 歌曲                 | 903                  | RTHK                 | 997                  | TVB                  | ViuTV                                                                   | 備註                                                                    | 備註 |
| 2023年               |                      |                      |                      |                      |                      |                                                                         |                                                                         |      |
|                      | 遲來的加冕           | -                    | -                    | -                    | 13                   | ×                                                                       | 加拿大至 HIT 中文歌曲排行榜：19                                         |      |

| 各台冠軍歌總數 | 各台冠軍歌總數 | 各台冠軍歌總數 | 各台冠軍歌總數 | 各台冠軍歌總數 | 各台冠軍歌總數    | 各台冠軍歌總數    |
| -------------- | -------------- | -------------- | -------------- | -------------- | ----------------- | ----------------- |
| 四台a          | 903            | RTHK           | 997            | TVB            | 備註              | 備註              |
| 四台a          | 2              | 1              | 0              | 2              | 四台冠軍歌總數：0 | 四台冠軍歌總數：0 |
| 五台b          | 903            | RTHK           | 997            | TVB            | ViuTV             | 備註              |
| 五台b          | 0              | 0              | 0              | 0              | 0                 | 五台冠軍歌總數：0 |

- （*）上榜中
- （-）未能上榜
- （×）沒有派往該台
- （/）沒有相關資料
- ^  注解a：包括2023年後的冠軍歌曲
- ^  注解b：2023年起

## 演唱會
| 日期          | 演唱會名稱                                | 場數 | 場地                     | 備註 |
| 2024年1月13日 | Next Step Stephanie Che 2024 車婉婉音樂會 | 1    | 新蒲崗東蒲胡李名靜體育館 |      |

## 演出作品

### 電視劇（無綫電視）
| 首播         | 劇名              | 角色                        |
| 1994年       | 烈火狂奔          | 陳少玲                      |
| 2002年       | 皆大歡喜 (古裝)   | 萬奇英（萬貴妃）            |
| 2003至2005年 | 皆大歡喜 (時裝)   | 萬桂菲（Athena）            |
| 2006年       | 天幕下的戀人      | 何連生                      |
| 2008年       | 最美麗的第七天    | 郭端娴                      |
| 2017年       | 與諜同謀          | 羅 拉（Laura）              |
| 2018年       | 是咁的，法官閣下  | 黎 官                       |
| 2019年       | 好日子            | 彭露娜（Lula）              |
| 2019年       | 牛下女高音        | 張碧敏（Anita）             |
| 2020年       | 大醬園            | 趙靈素（二太太）            |
| 2020年       | 愛·回家之開心速遞 | Angel（第989集）            |
| 2021年       | 寶寶大過天        | 高卓媛（高姐）              |
| 2021年       | 我家無難事        | 郭得寶（Double）            |
| 2022年       | 食腦喪B           | 萬 珠                       |
| 2022年       | 黯夜守護者        | 湯玉蘭（Madam Tong、Nancy） |
| 2023年       | 新聞女王          | 趙敏華（華姐）              |
| 2023年       | 妳不是她          | 林 善                       |
| 2025年       | 痞子無間道        | 辛媛潔                      |
| 未播映       | 死有對証          |                             |

### 網絡劇
- 2018年：《無間道》 飾 馬淑嫻
- 2024年：《太阳星辰》 飾 莊曉華

### 電視劇（香港電台）
| 首播   | 劇名             | 角色       |
| 2013年 | 燃眉時刻之破地獄 |            |
| 2022年 | 出發2022         | 蔣圓圓媽媽 |

### 電影
| 首播   | 劇名                              | 角色             |
| 1998年 | 野獸刑警                          | 阿怡             |
| 1999年 | 烈火戰車2極速傳說                 | 鄧風之女友       |
| 2000年 | 戀戰沖繩                          | Cookie           |
| 2000年 | BadBoy特攻                        | Marie            |
| 2000年 | 煙飛煙滅                          | 醫生             |
| 2000年 | 陰風耳                            | 光頭             |
| 2000年 | 救薑刑警                          | 阿Ling           |
| 2001年 | 熱血刑警                          | -                |
| 2001年 | 完美情人                          | -                |
| 2001年 | 愛情白麵包                        | 程惠             |
| 2001年 | 九龍冰室                          | JoJo             |
| 2002年 | 我老婆唔夠秤                      | Miss 劉          |
| 2002年 | 狙擊目標                          | -                |
| 2002年 | 二人三足                          | 雯雯             |
| 2002年 | 魂魄唔齊                          | -                |
| 2002年 | Maður eins og ég（A Man Like Me） | Qi               |
| 2003年 | 給他們一個機會                    | 副導演           |
| 2003年 | 大丈夫                            | Cindy            |
| 2004年 | 蝴蝶                              | 真真             |
| 2006年 | 最愛女人購物狂                    | 高級燈櫃傢俬老闆 |
| 2008年 | 熱血刑警                          | -                |
| 2008年 | 大搜查之女                        | 菲菲             |
| 2008年 | 第一誡                            | Esther           |
| 2010年 | 一路有你                          | 沅沅             |
| 2011年 | 奪命金                            | Jackie           |
| 2012年 | 2012我愛香港喜上加囍              | 美美同學         |
| 2013年 | 盲探                              | 鵬女兒           |
| 2013年 | 超級經理人                        | 麥超女友         |
| 2013年 | 過界                              | LuLu             |
| 2013年 | 一個複雜故事                      | 區錦怡           |
| 2014年 | 盜馬記                            | 夏梅之好友       |
| 2015年 | 全力扣殺                          | 女警長           |
| 2015年 | 死開啲啦                          |                  |
| 2015年 | 華麗上班族                        | 班班             |
| 2016年 | 我老婆係明星                      | 賴毛姐姐         |
| 2016年 | 幸運是我                          | 醫生             |
| 2017年 | 骨妹                              | 38號（成年）     |
| 2019年 | 鬼地方（馬來西亚电影）            | 陳秀珍           |
| 2021年 | 總是有愛在隔離                    |                  |
| 2022年 | 被消失的凶案                      |                  |
| 2022年 | 一樣的天空                        |                  |
| 2022年 | 神探大戰                          | 漁婆             |
| 2024年 | 出租家人                          |                  |
| 2024年 | 武替道                            | 娟               |
| 2025年 | 淺淺歲月                          | 張靜燕           |
| 2025年 | 水餃皇后                          |                  |
| 拍攝中 | 我們不是什麼                      |                  |

### 音樂錄像
- 1998年：鄭伊健《天氣的錯》（小型音樂電影，由劉偉強執導）[註 5]

### 電視／電台節目
商業電台
- 2003年至2011年：雲妮鍾情「婉婉星情」環節（香港商業電台）[7]
- 2005年至2012年：巴巴閉afternoon D（與林曉峰、香港商業電台）

無綫電視
- 1993年：SUNDAY新地帶
- 2019年：1+1+1
- 2022年：中年好聲音
- 2023年：中年好聲音2
- 2024年：新春保良迎金龍[31]

## 書籍創作
- 2009年：《星座AQ x 甜品》

## 曾獲獎項
1992年
- TVB第十一屆新秀歌唱大賽冠軍

1993年
- TVB勁歌金曲第四季季選：得獎歌曲《愛情傻戀La La La》(與許志安、鄭秀文、梁漢文、張崇基、張崇德、陳浩民、李美林合唱)

2000年
- 叱咤樂壇流行榜頒獎典禮「專業推介．叱咤十大」第八位：《會過去的》（與許志安合唱）
- 叱咤樂壇流行榜頒獎典禮「加州紅最熱點唱歌曲」：《會過去的》（與許志安合唱）
- TVB十大勁歌金曲頒獎典禮「最受歡迎合唱歌曲」金獎：《會過去的》（與[[許志安合唱）[32]
- 第二十三屆十大中文金曲頒獎音樂會「最受歡迎卡拉OK合唱歌曲」：《會過去的》（與許志安合唱）[33]
- 新城勁爆頒獎禮「新城勁爆歌曲」：《會過去的》（與許志安合唱）

2001年
- TVB十大勁歌金曲頒獎典禮「最受歡迎廣告歌曲」銀獎：《彩色世界》[34]
- 新城勁爆頒獎禮2001「新城勁爆歌曲」：《彩色世界》
- 第二十四屆十大中文金曲頒獎音樂會「飛躍大獎」銅獎[35]

## 外部連結
- 車婉婉的Facebook專頁
- 車婉婉的Instagram帳戶
- 車婉婉的新浪微博
- 車婉婉在香港影庫上的簡介